# Гуревич, Михаил Наумович
Михаил Наумович Гуревич (22 февраля 1959, Харьков) — бельгийский, ранее советский, бельгийский, турецкий шахматист, гроссмейстер (1986). Чемпион СССР (1985), чемпион Украины (1984). Победитель Второго командного чемпионата мира в составе команды СССР (1989). Заслуженный тренер ФИДЕ (2006).

## Спортивные достижения
| Год  | Город   | Турнир                                                                          | + | − | =  | Результат | Место |
| ---- | ------- | ------------------------------------------------------------------------------- | - | - | -- | --------- | ----- |
| 1984 | Киев    | 53-й чемпионат Украины                                                          |   |   |    | 10½ из 15 | 1     |
| 1985 | Рига    | 52-й чемпионат СССР                                                             | 6 | 3 | 10 | 11 из 19  | 1     |
| 1986 | Киев    | 53-й чемпионат СССР                                                             | 5 | 5 | 7  | 8½ из 17  | 9-10  |
| 1987 | Минск   | 54-й чемпионат СССР                                                             | 1 | 7 | 9  | 5½ из 17  | 17-18 |
| 1988 | Москва  | 55-й чемпионат СССР                                                             | 2 | 5 | 10 | 7 из 17   | 15-16 |
| 1991 | Линарес | 9-й международный турнир                                                        | 4 | 5 | 4  | 6 из 13   | 9—11  |
| 2007 | Элиста  | Претендентские матчи чемпионата мира 2007 Матч против Петера Леко (первый этап) | 0 | 3 | 1  | ½ из 4    |       |

## Изменения рейтинга
| Графики недоступны из-за технических проблем. См. информацию на Фабрикаторе и на mediawiki.org. |